# Dome A
Dome A oder Dome Argus ist ein 4090 m hoher Eisdom in der Antarktis. Sein Zentrum ist 1200 km vom Meer entfernt und gilt als einer der kältesten Punkte der Erde mit einer Rekordminustemperatur von −93,2 °C. Dieser Rekord wurde jedoch aufgrund von Satellitenbeobachtungen errechnet, aber nicht meteorologisch – mit einer erdgebundenen Messstation – gemessen. Aufgrund der Methode wurde dieser neue Wert von der zuständigen World Meteorological Organization nicht anerkannt. Der höchste Punkt befindet sich 4093 m über dem Meeresspiegel. 7,3 km südwestlich davon liegt die chinesische Sommerstation  Kunlun. Unter dem Eis befindet sich das Gamburzew-Gebirge.
Das Scott Polar Research Institute wählte den Namen nach Argo, dem Schiff von Jason und den Argonauten aus der griechischen Mythologie. Die aufgrund von Kälte und Trockenheit klare Atmosphäre bietet sehr gute Bedingungen für astronomische Beobachtungen.
Im Jahre 2008 wurde hier mit dem Plateau Observatory eine ferngesteuerte Sternwarte aufgebaut.